# 849
849 је била проста година.

## Догађаји
- Википедија:Непознат датум — Владавина династије Абасида у Багдаду.

- Битка код Остије: Сараценска арапска флота из Сардиније испловљава ка Риму. Као одговор, папа Лав IV формира коалицију поморских италијанских градова, укључујући Напуљ, Амалфи и Гаету, предвођену адмиралом Цезаром — која је окупљена код поново утврђене луке Остија — и одбија сараценске пљачкаше. Њихова морнарица је расута, што је резултирало многим потонулим бродовима. Рим је спашен од пљачке и ширења Аглабида.
- Франчке снаге под краљем Карлом Ћелавим нападају јужну Француску и освајају територију Тулуза. Он поставља Фредела за грофа (comté) Тулуза, који оснива династију Руерг. Аквитанија је потчињена Западнофраначком краљевству.
- Јерменски принц Баграт II започиње побуну против калифа Ел-Мутавакила, Абасидског калифата.
- У кинеској престоници Чангану, царски принц је смењен са свог положаја током династије Танг од стране дворских званичника због подизања зграде која је заклањала улицу у најсеверозападнијем делу јужно-централног Чангана.
- Краљ Пјинбја из Бурме оснива град Баган, који се налази у региону Мандалај, и утврђује га зидинама.